# John Muirhead
John Henry Muirhead, född 28 april 1855, död 24 maj 1940, var en brittisk filosof.
Muirhead var professor vid Birminghams Universitet och utgivare av Library of philosophy. Han var den brittiska nyidealismens främste filosofihistoriker, och skrev bland annat Life and philosophy of Edward Caird (1921, tillsammans med H. Jones), Coleridge as philosopher (1930) och The Platonic tradition in Anglo-Saxon philosophy (1931). Muirhead har tillika särskilt ägnat sig åt praktisk och teoretisk utredning av estetiska och sociala frågor, bland annat The element of ethics (1892), vars sista omarbetade upplaga 1932 jämte hans Rule and end in morals (1932) visar stark påverkan från Nicolai Hartmann.